# Энен-Бомон
Энен-Бомон (фр. Hénin-Beaumont) — коммуна во Франции, регион О-де-Франс, департамент Па-де-Кале, округ Ланс, кантоны Энен-Бомон-1 и Энен-Бомон-2. Расположена в 9 км к востоку от Ланса и в 25 км к югу от Лилля, в 1 км от места пересечения автомагистралей А1 «Нор» и А21 «Рокад Миньер». Она возникла в 1971 году в результате слияния коммун Энен-Льетар (Hénin-Liétard) и Бомон-ан-Артуа (Beaumont-en-Artois). В центре города находится железнодорожная станция Энен-Бомон линии Ланс-Острикур.
Население (2018) — 25 917 человек.

## Достопримечательности
- Церкви Святого Мартина в греко-византийском стиле, Святого Генриха и Святой Марии, восстановленные из руин после Первой мировой войны
- Руины старинного замка
- Могила Василия Порика

## Экономика
Бывший крупный центр добычи угля, в настоящее время промышленный центр регионального уровня — легкая, пищевая промышленность, переработка сельскохозяйственной продукции, производство потребительских товаров.
Структура занятости населения:
- сельское хозяйство — 0,5 %
- промышленность — 12,0 %
- строительство — 2,9 %
- торговля, транспорт и сфера услуг — 41,6 %
- государственные и муниципальные службы — 43,0 %

Уровень безработицы (2017) — 20,3 % (Франция в целом — 13,4 %, департамент Па-де-Кале — 17,2 %). 

Среднегодовой доход на 1 человека, евро (2018) — 17 950 (Франция в целом — 21 730, департамент Па-де-Кале — 19 200).

## Демография
Динамика численности населения, чел.

## Администрация
Администрацию Энен-Бомона с 2014 года возглавляет член партии Национальный фронт, депутат Европейского парламента Стив Бриуа (Steeve Briois). На муниципальных выборах 2020 года возглавляемый им список Национального фронта победил в 1-м туре, получив 74,21 % голосов.
| Период | Период | Фамилия          | Партия                                                                      | Примечания                                                                      |
| ------ | ------ | ---------------- | --------------------------------------------------------------------------- | ------------------------------------------------------------------------------- |
| 1969   | 1989   | Жак Пьет         | Социалистическая партия                                                     | член Генерального совета департамента                                           |
| 1989   | 2001   | Пьер Даршикур    | Социалистическая партия                                                     | член Генерального совета департамента, член Регионального совета Нор-Па-де-Кале |
| 2001   | 2009   | Жерар Далонжвиль | Разные левые Гражданское и республиканское движение Социалистическая партия |                                                                                 |
| 2009   | 2010   | Даниэль Дюкан    | Разные левые                                                                | территориальный чиновник                                                        |
| 2010   | 2014   | Эжен Бинес       | Разные левые                                                                | директор колледжа                                                               |
| 2014   |        | Стив Бриуа       | Национальный фронт Национальное объединение                                 | член Регионального совета Нор-Па-де-Кале, депутат Европейского парламента       |

## Города-побратимы
- Уэйкфилд, Англия
- Херне, Германия
- Конин, Польша
- Рюфиск, Сенегал
- Роллинг-Медоуз[англ.], Иллинойс, США